# Dendrobium toppiorum
Dendrobium toppiorum är en orkidéart som beskrevs av Anthony L. Lamb och Jeffrey James Wood. Dendrobium toppiorum ingår i släktet Dendrobium, och familjen orkidéer. Inga underarter finns listade i Catalogue of Life.